# Altmannstein
Altmannstein ist ein Markt im oberbayerischen Landkreis Eichstätt und liegt im Schambachtal im Naturpark Altmühltal.

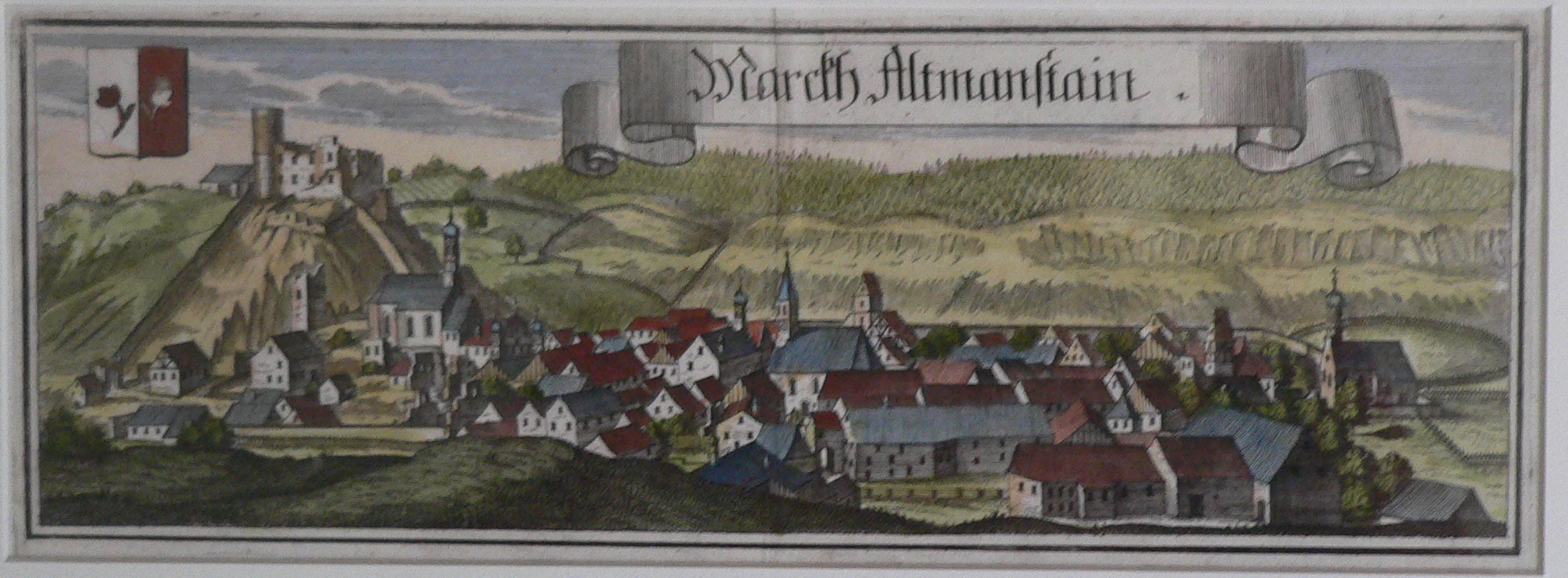
Altmannstein, Kupferstich von Michael Wening.

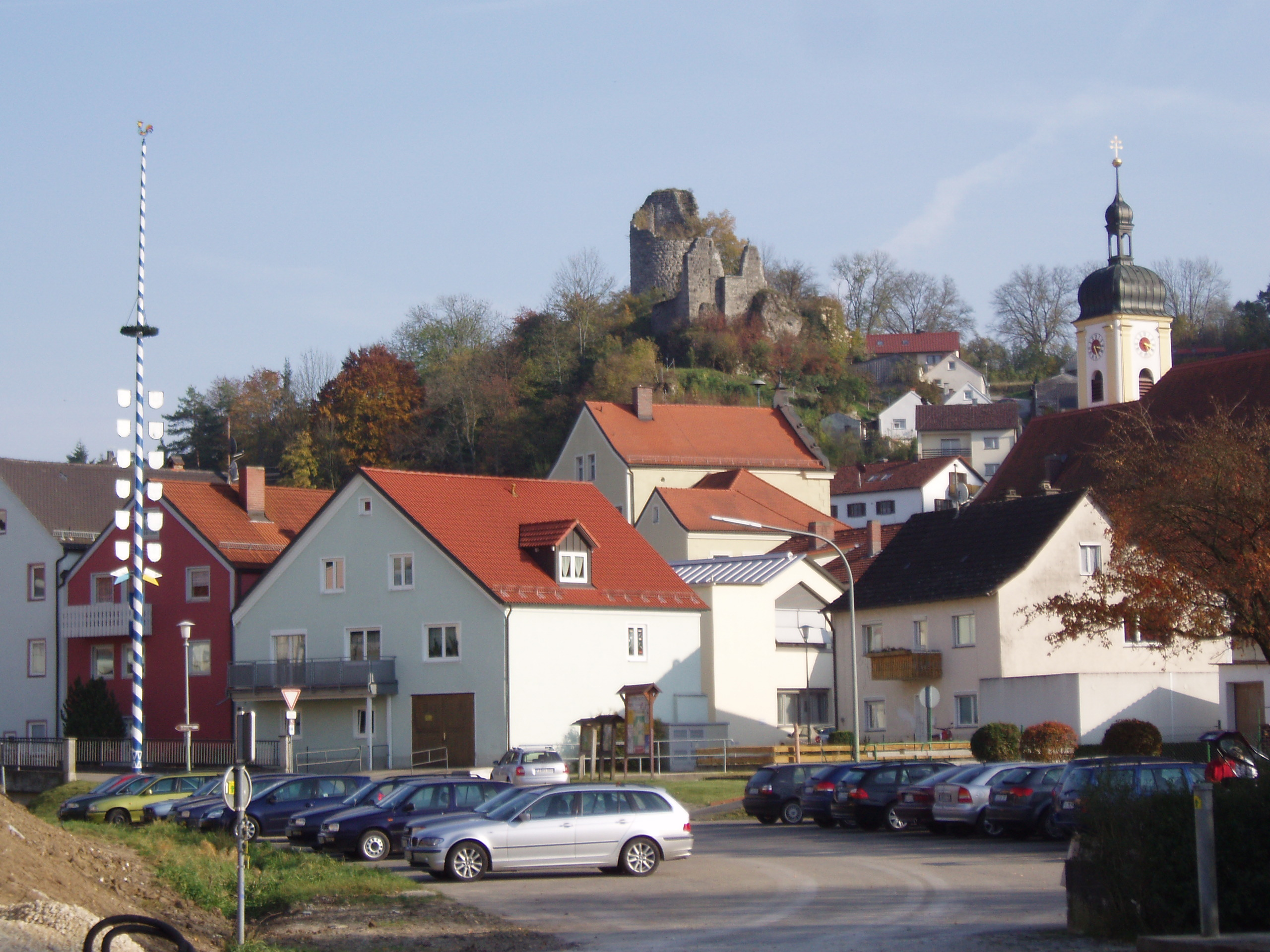
Altmannstein mit Burgruine

## Geografie

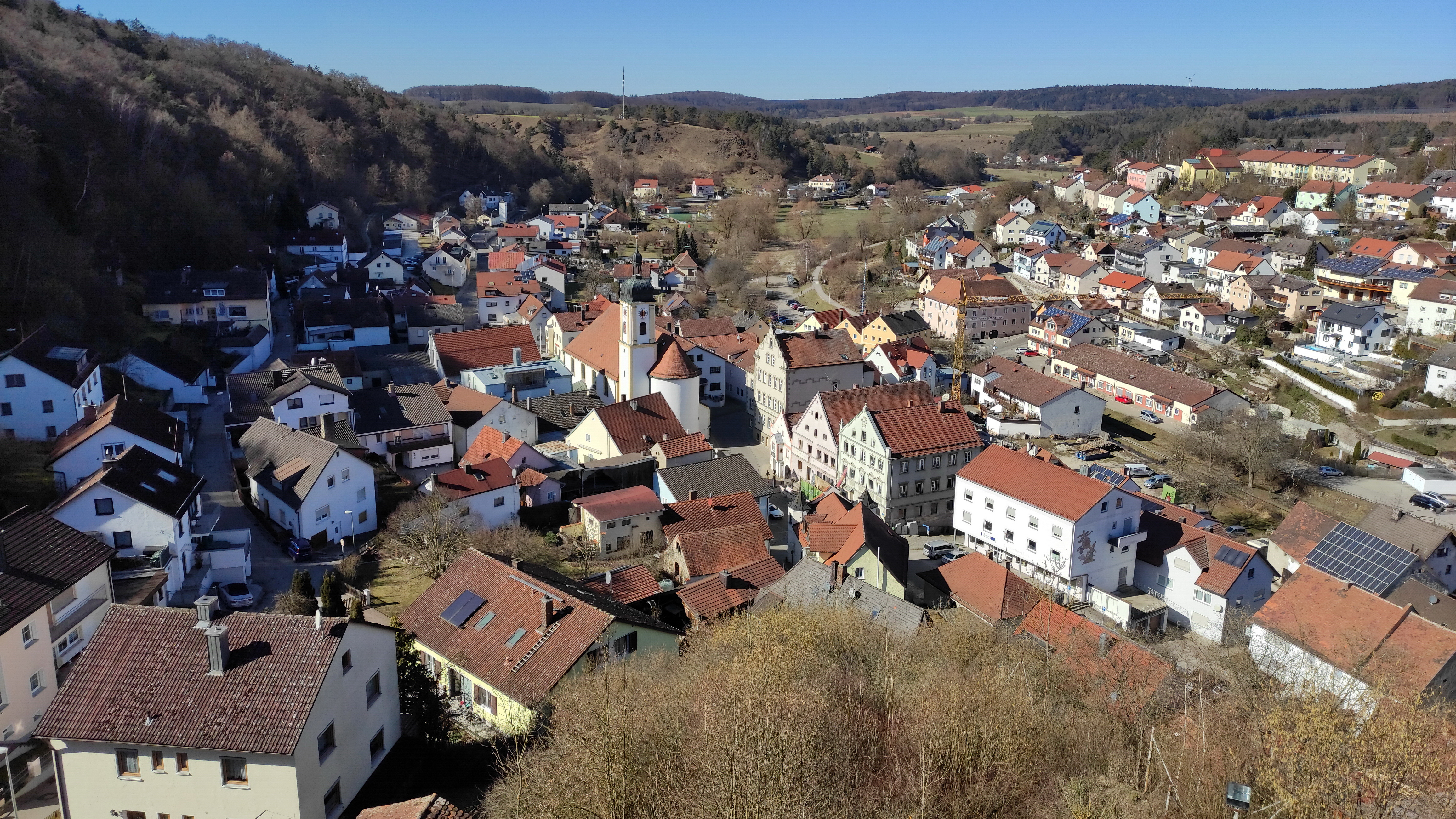
Blick auf Altmannstein

Die Gemeinde liegt in den südöstlichen Ausläufern der Fränkischen Alb und den nördlichen der Hallertau zwischen der Altmühl im Norden und der Donau im Süden.

### Gemeindegliederung
Es gibt 35 Gemeindeteile (in Klammern ist der Siedlungstyp angegeben):
- Althexenagger (Einöde)
- Altmannstein (Hauptort)
- Berghausen (Kirchdorf)
- Biber (Dorf)
- Breitenhill (Kirchdorf)
- Bruckhof (Einöde)
- Dollnhof (Einöde)
- Hagenhill (Pfarrdorf)
- Hanfstinglmühle (Einöde)
- Hexenagger (Kirchdorf)
- Kollerhof (Einöde)
- Laimerstadt (Kirchdorf)
- Leistmühle (Einöde)
- Megmannsdorf (Kirchdorf)
- Mendorf (Kirchdorf)
- Neuenhinzenhausen (Kirchdorf)
- Neuses (Kirchdorf)
- Ottersdorf (Einöde)
- Pondorf (Pfarrdorf)
- Racklhof (Einöde)
- Ried (Dorf)
- Sandersdorf (Kirchdorf)
- Schafshill (Kirchdorf)
- Schamhaupten (Pfarrdorf)
- Schwabstetten (Kirchdorf)
- Sollern (Pfarrdorf)
- Steinsdorf (Kirchdorf)
- Stenzenhof (Weiler)
- Tettenwang (Pfarrdorf)
- Thannhausen (Kirchdorf)
- Viehhausen (Weiler)
- Weiherhaus (Einöde)
- Winden (Kirchdorf)
- Wolfstal (Einöde)
- Ziegelstadel (Weiler)

### Nachbargemeinden
| Beilngries        | Riedenburg                                  |                       |
| Denkendorf        | Kompassrose, die auf Nachbargemeinden zeigt | Kelheim               |
| Stammham Kösching | Mindelstetten Pförring                      | Neustadt an der Donau |

## Geschichte

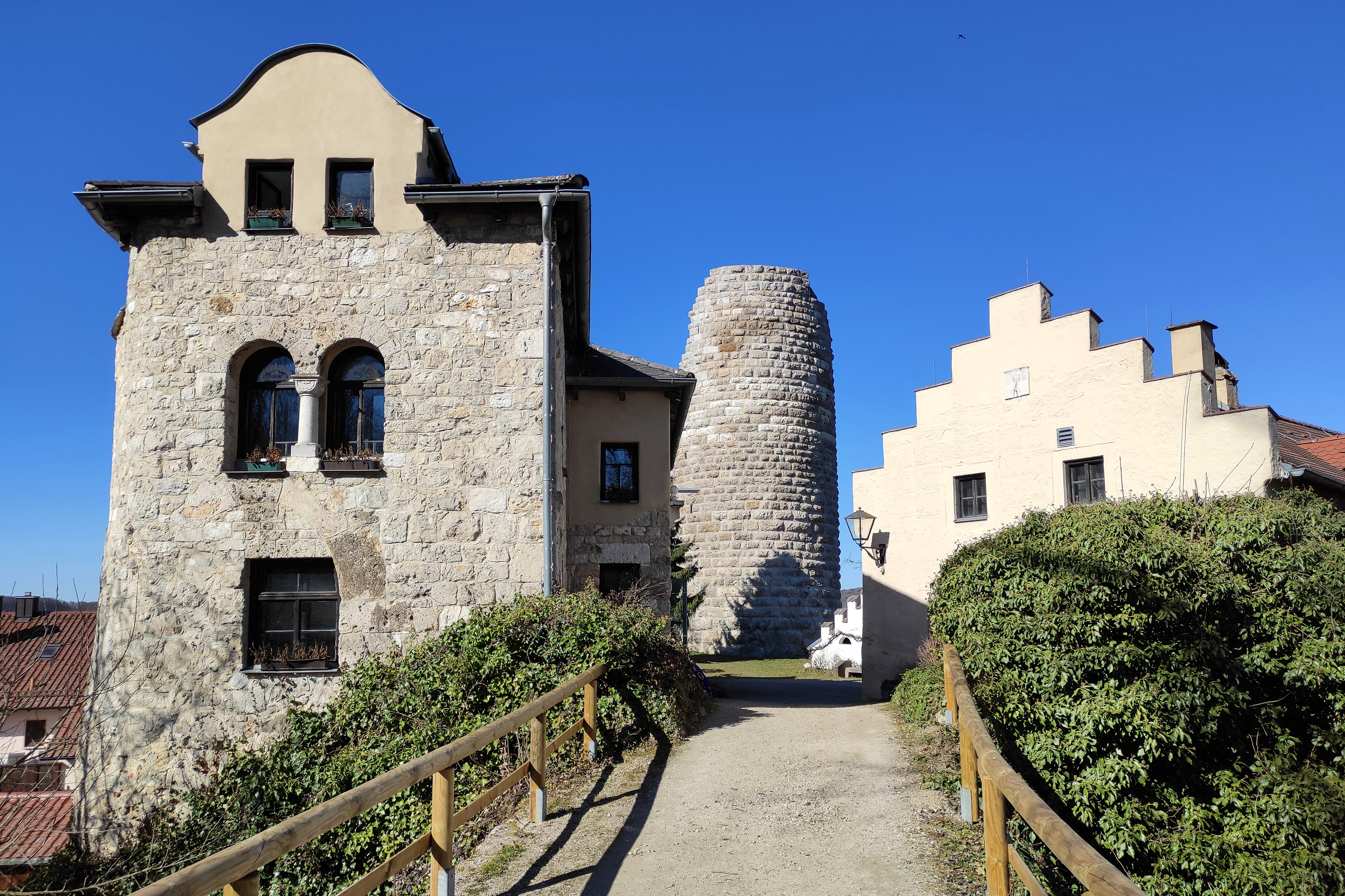
Eingang zur Burg Altmannstein

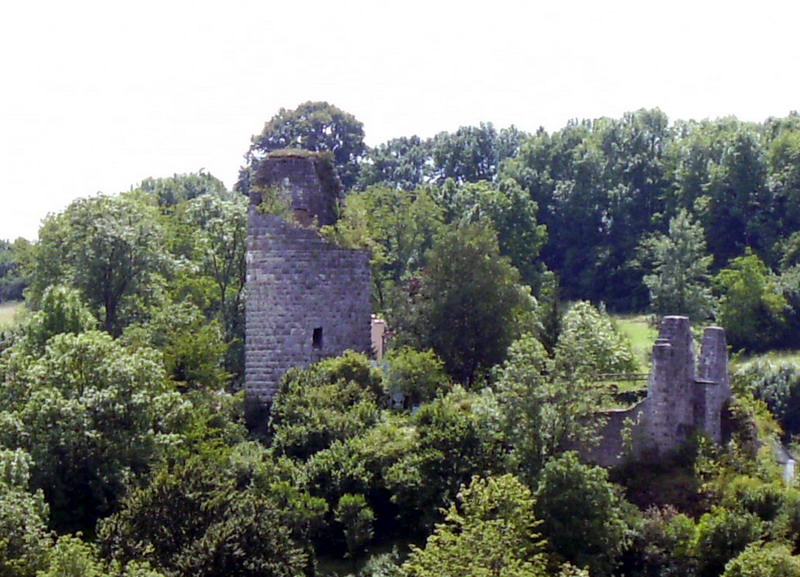
Burg Altmannstein

### Bis zur Gemeindegründung
Der Ort erhielt seinen Namen nach der von Altmann II. von Abensberg nach dem Jahr 1232 erbauten Burg Altmannstein. Herzog Ludwig II. von Bayern erwarb 1291 von Ulrich III. von Stein 1291 das castrum Altmannstein und beließ den Verkäufer als Lehensträger und Verwalter auf der Burg.
Im Jahr 1331 erhielt Altmannstein durch seinen Eigentümer, Kaiser Ludwig den Bayern, die Marktrechte. 1777 bis 1808 gehörte der Ort zu Niederbayern, 1818 wurde er im Zuge der Verwaltungsreformen im Königreich Bayern eine selbstständige Gemeinde.

### 19. und 20. Jahrhundert
Von 1808 bis 1810 gehörte Altmannstein zum Altmühlkreis, von 1810 bis 1838 zum Regenkreis, von 1838 bis 1972 zur Oberpfalz und ab dem 1. Juli 1972 im Zuge der Kreisreform zu Oberbayern.
Altmannstein besaß mit der gleichnamigen Station einen Eisenbahnanschluss an der Bahnstrecke Ingolstadt–Riedenburg. Personenverkehr gab es zwischen dem 1. Mai 1903 und der endgültigen Betriebseinstellung am 28. Mai 1972.

### Eingemeindungen
Im Zuge der Gebietsreform in Bayern wurden am 1. Januar 1972 die Gemeinden Berghausen, Hexenagger, Mendorf (mit Gebietsteilen der am 1. April 1929 aufgelösten Gemeinde Sollern), Neuenhinzenhausen (mit den restlichen Gebietsteilen der aufgelösten Gemeinde Sollern), Schafshill, Schamhaupten und Steinsdorf eingegliedert. Am 1. Oktober 1976 kam Sandersdorf hinzu. Am 1. Juli 1977 folgten Pondorf und Winden. Die Reihe der Eingemeindungen wurde am 1. Mai 1978 mit der Eingliederung von Hagenhill, Laimerstadt und Tettenwang abgeschlossen.

### Einwohnerentwicklung
Zwischen 1988 und 2018 wuchs der Markt von 6551 auf 7001 um 450 Einwohner bzw. um 6,9 %.
In Klammern Einwohnerzahl mit Stand 15. März 2007:
- Altmannstein mit Landerhof und Schermühle (1344)
- Berghausen (89)
- Hagenhill (407)
- Schwabstetten (102)
- Hexenagger mit Neumühle und Ottersdorf (402)
- Laimerstadt (186) mit Ried (143)
- Mendorf mit Biber, Kollerhof, Viehhausen und Ziegelei (507)
- Neuenhinzenhausen mit Racklhof und Viermühlen (485)
- Sollern (84)
- Pondorf mit Neuses und Stenzenhof (506)
- Sandersdorf mit Hutzelmühle (736)
- Schafshill mit Ziegelei (103)
- Thannhausen (54)
- Schamhaupten mit Dollnhof (365)
- Steinsdorf (591)
- Tettenwang mit Althexenagger, Bruckhof, Hanfstinglmühle, Leistmühle, Wolfstal und Ziegelstadel (430)
- Winden (134) mit Breitenhill (57) und Megmannsdorf (92)

### Konfessionsstatistik
Gemäß dem Zensus 2011 waren 79,7 % römisch-katholisch, 8,3 % der Einwohner evangelisch und 12,0 % waren konfessionslos, gehörten einer anderen Religionsgemeinschaft an oder machten keine Angabe. Die Zahl der Protestanten und Katholiken ist seitdem gesunken. Ende 2020 hatte Altmannstein 7040 Einwohner davon 72,5 % (5110) Katholiken, 7,4 % Protestanten und 20 % hatten entweder eine andere oder gar keine Religionszugehörigkeit.

## Politik

### Marktgemeinderat
Der Marktgemeinderat hat 20 Mitglieder.
- CSU/Parteilose Wähler: 12 Sitze
- FW/BL: 8 Sitze

(Stand: Kommunalwahl am 15. März 2020)

### Bürgermeister
Erster Bürgermeister ist Norbert Hummel (CSU/Parteilose Wähler; Wahl am 22. Juli 2012). Altbürgermeister ist Adam Dierl (CSU; 1. Januar 1986 bis September 2012).

### Wappen und Flagge
|                      | Blasonierung: „Schräg geteilt von Schwarz und Silber; oben und unten je ein gestieltes Kleeblatt in verwechselten Farben.“ |
| Seit 14. Jahrhundert | |

Als inoffizielle Gemeindefahne wird eine weiß-blaue Flagge mit dem Gemeindewappen verwendet.

### Gemeindepartnerschaften
Partnerschaftliche Beziehungen pflegt der Markt mit
- dem Naturpark Sierra de Maria, Los Velez in Andalusien,
- dem Markt Hüttenberg in Kärnten,
- mit Sandersdorf in Sachsen-Anhalt und
- der Comune di Bergamo

## Infrastruktur

### Verkehr
Durch Altmannstein führen die Staatsstraße St 2231 und die Kreisstraße EI 30. Die nächsten Autobahnanschlüsse sind die Anschlussstellen Denkendorf (etwa 19 km) und Ingolstadt-Nord der A 9 (etwa 24 km).
Busverbindungen bestehen ins gesamte Altmühltal.

### Touristische Straßen
Altmannstein liegt an der Deutschen Limes-Straße.

### Radfernwege
Durch die Gemeinde führt der Deutsche Limes-Radweg. Er folgt dem Obergermanisch-Raetischen Limes über 818 km von Bad Hönningen am Rhein nach Regensburg an der Donau.

### Fernwanderwege
Der Limeswanderweg verläuft ebenfalls durch Altmannstein.

### Bildung
- Volksschule Altmannstein (Grundschule, Hauptschule und Mittelschule)
- Volksschule Sandersdorf (Grundschule)
- Grundschule Pondorf

## Kultur und Sehenswürdigkeiten

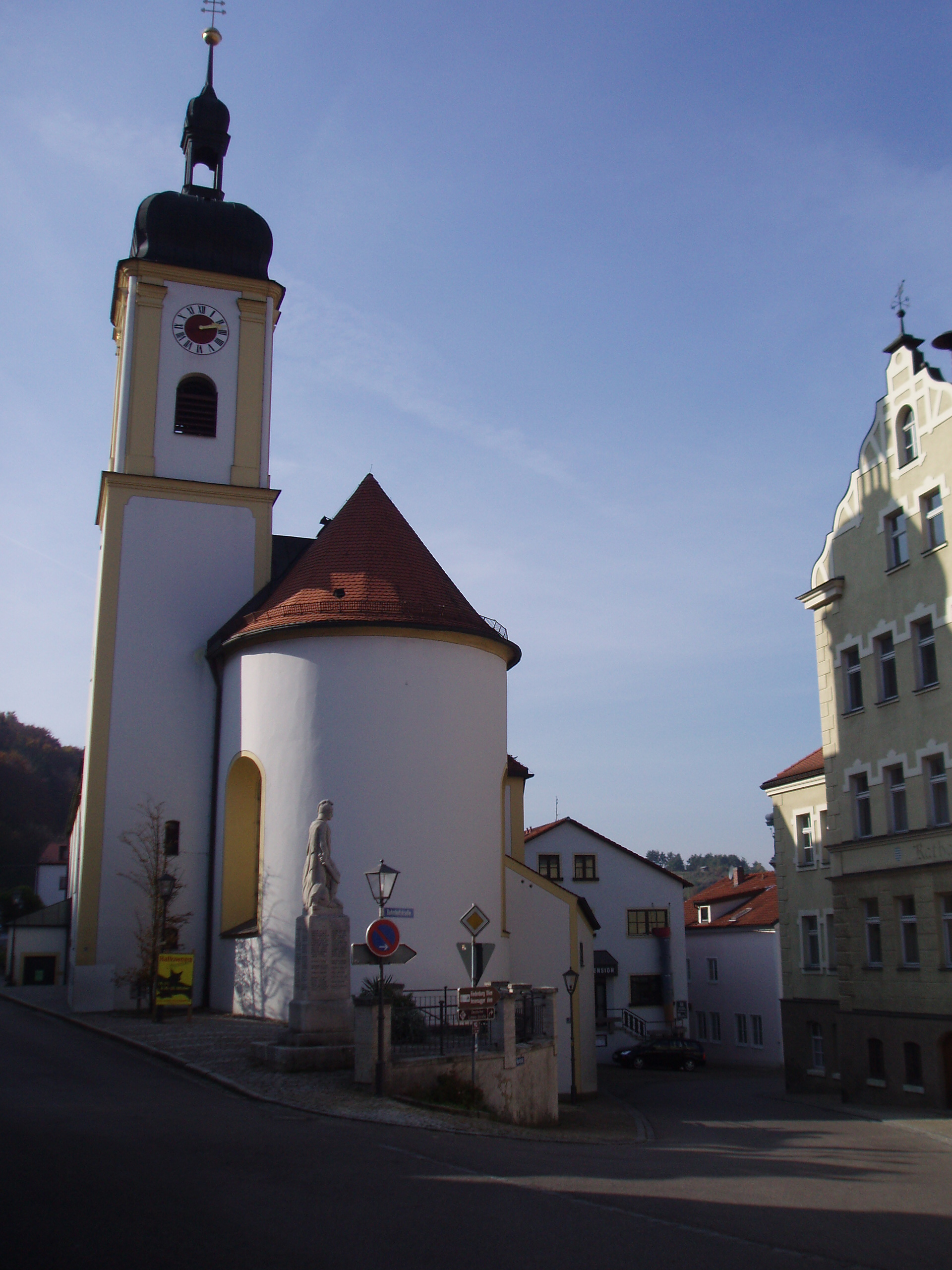
Altmannstein, Pfarrkirche und Rathaus

### Museen
- Ignaz-Günther-Museum
- Heimatmuseum Altmannstein

### Musik
- Kirchenchor Altmannstein
- Vokalensemble Intermezzo
- D’Hundskrippln

### Bauwerke
- Pfarrkirche „Zum Heiligen Kreuz“
- Burg Altmannstein
- Schloss Sandersdorf

### Parks
- KultUr-Hang Burg Altmannstein

### Naturdenkmäler

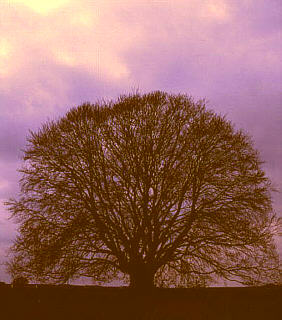
Bavaria-Buche

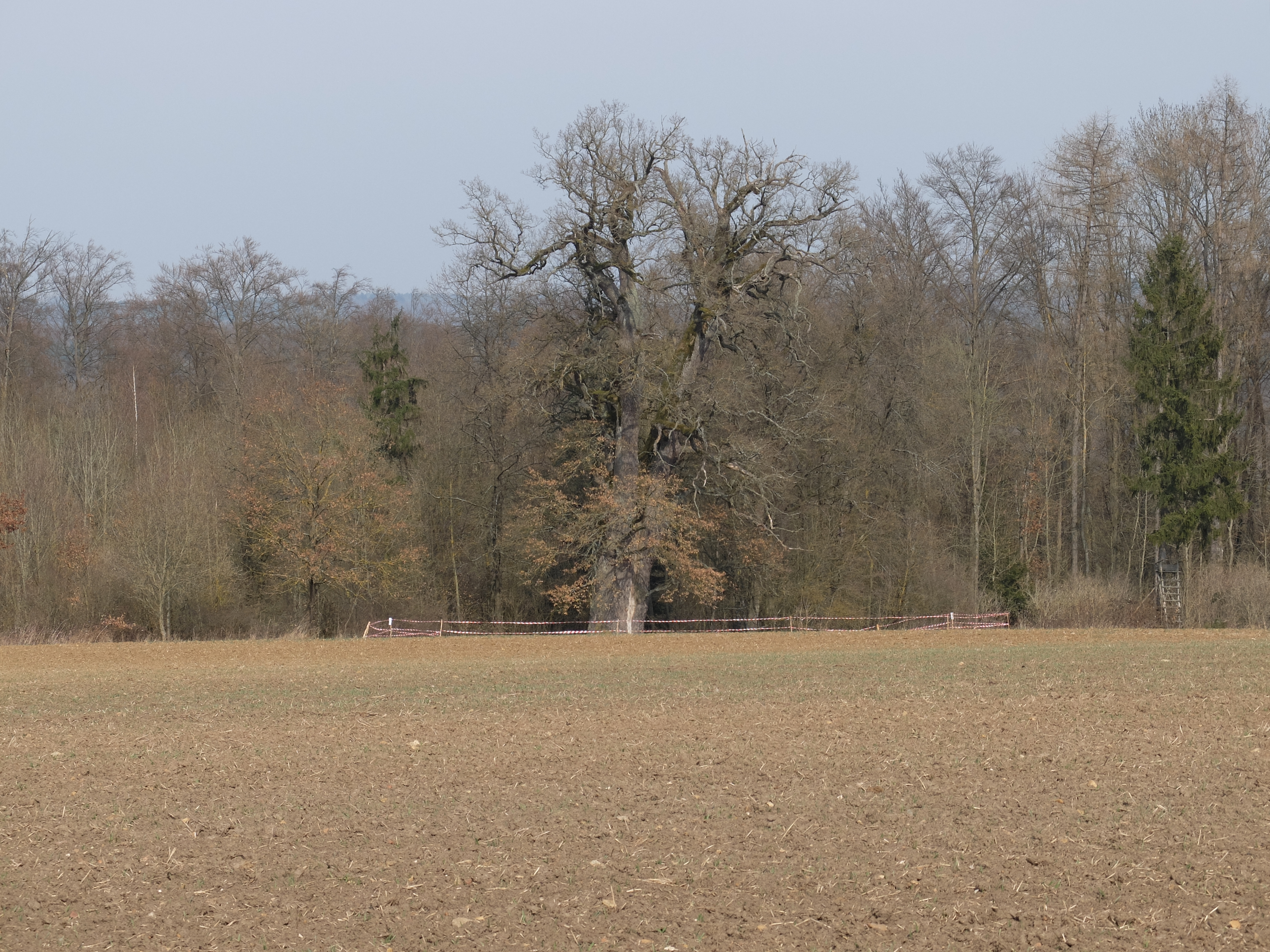
Große Eiche bei Ottersdorf

- „Bavaria-Buche“ bei Pondorf (seit 2013 durch Fäulnis zerstört)
- Große Eiche bei Ottersdorf mit 7,99 m Umfang (2015).[12]

## Söhne und Töchter der Gemeinde
- Franz Ignatius Rothfischer (1720/21–1755), Theologe und Professor für Philosophie
- Ignaz Günther (1725–1775), Bildhauer
- Johann Simon Mayr (1763–1845), Komponist und Musiklehrer
- Joseph Rackl (1848–1915), Germanist und Lehrer
- Johannes Steiner (1902–1995), Verlagskaufmann
- Ferdinand Seiler (* 1962), Tenor, Dozent und Gesangslehrer
- Vanessa Körndl (* 1997), Taekwondoin